# Устерсбах
Устерсбах (нім. Ustersbach) — громада в Німеччині, знаходиться в землі Баварія. Підпорядковується адміністративному округу Швабія. Входить до складу району Аугсбург. Складова частина об'єднання громад Гессертсгаузен.
Площа — 11,14 км2. Населення становить 1171 ос. (станом на 31 грудня 2020).